# Anhotep
Anhotep ókori egyiptomi tisztségviselő, Kús alkirálya volt a XIX. dinasztia idején, II. Ramszesz fáraó uralkodásának második felében. Elődje Szétau, utóda Mernudzsem volt. Egyéb címei: „A déli földek kormányzója”, „A Két Föld asztalainak írnoka”. Feleségét Hunurónak hívták. Sírja a Dirá Abu el-Naga-i TT300.
Thébából előkerült egy usébtije, mely ma a Metropolitan Művészeti Múzeumban van. A kék fajanszból készült usébtin a nevet láthatóan megváltoztatták Anhotep nevére; nem tudni, hiba javításaként vagy eredetileg másé volt az usébti.

## Fordítás
- Ez a szócikk részben vagy egészben  az   Anhotep című angol Wikipédia-szócikk ezen változatának fordításán alapul.  Az eredeti cikk szerkesztőit annak laptörténete sorolja fel. Ez a jelzés csupán a megfogalmazás eredetét és a szerzői jogokat jelzi, nem szolgál a cikkben szereplő információk forrásmegjelöléseként.